# دوروتی موریس
دوروتی موریس (انگلیسی: Dorothy Morris; ۲۳ فوریهٔ ۱۹۲۲ – ۲۰ نوامبر ۲۰۱۱) هنرپیشه اهل ایالات متحده آمریکا بود. وی بین سال‌های ۱۹۴۰ تا ۱۹۷۲ میلادی فعالیت می‌کرد.
از فیلم‌ها یا برنامه‌های تلویزیونی که وی در آن نقش داشته است می‌توان به دومی‌ها، سی ثانیه بر فراز توکیو، هیچ‌کس نخواهد گریخت و کمدی انسانی اشاره کرد.